# TOKIOカケル
『TOKIOカケル』（トキオカケル、略称：トキカケ）とは、フジテレビ系列にて2012年10月10日から2023年9月27日まで放送されていたトークバラエティ番組。2017年10月4日から2023年9月27日までは毎週水曜日 23:00 - 23:40（JST）に放送されていた。TOKIOの冠番組。番組内の表示タイトルは『TOKIO×』。STEREO放送(2021年4月7日から)・文字多重放送を実施。

## 概要
毎週、TOKIOがゲストとゲーム企画を行い、時にはデスレターというゲストにとっては知られたくないエピソードを暴露しゲストの素顔を引き出していく。ゲストや展開によっては勝負に負けたら罰ゲームを与える要素も入っていたが、2014年10月30日放送回以降は対決企画ではなく、司会進行を全て国分に任せ、TOKIOがゲストとトークをしながら様々な企画を進め、素顔を引き出す番組に変わった。2019年9月4日で放送300回を迎えた。
2012年10月10日より、毎週水曜日 23:00 - 23:30（JST）で放送開始した。
2012年12月19日 22:00 - 23:24（JST）には、番組初のゴールデンタイム・プライムタイムに1時間24分の拡大版で放送された。
2013年4月10日 21:00 - 23:18（JST）には、2回目のゴールデンタイム・プライムタイムに2時間18分の拡大版で放送された。尚、当番組過去最長だった。
2017年3月29日 22:45 - 23:45（JST）には、1時間の拡大版が放送された。尚、約4年ぶりの拡大版での放送だった。
2017年10月4日より、放送時間が30分から40分へ拡大されて、毎週水曜日 23:00 - 23:40（JST）となった。
ゲストの出演回数など場合によっては前身の「メントレ」「メントレG」「5LDK」と同一番組として扱う事がある。2019年10月9日放送分をもって「メントレ」から通算して放送開始20周年を迎えた。
2021年3月31日、同日を以てジャニーズ事務所を退所する長瀬の最後の出演回となった。TOKIOのメンバー4人だけで、過去の放送回を振り返り、エピソードや思い出を語った。エンディングでは長瀬が視聴者に向けて感謝のメッセージを述べた。また、同日、公式インスタグラムを開設。
2021年4月7日よりステレオ放送を開始した。セットもリニューアルされた。
2021年4月1日からTOKIOが株式会社ジャニーズ事務所傘下である株式会社TOKIOに所属する事になったが、番組エンディングで流れるエンドロールの製作協力欄はジャニーズ事務所のままである。
2022年9月28日放送分は、『TOKIOカケル ジェントル旅in福岡SP』が100分の拡大版で放送された。エンジェルちゃんはハリセンボン・山崎ケイ(相席スタート)・大島美幸(森三中)が出演し、山本舞香がゲストエンジェルちゃんとしてゲスト出演した。大島はナビゲーターエンジェルちゃんも兼務した。現場での進行を宮司愛海(フジテレビアナウンサー)が担当した。
2022年10月5日放送分は、『TOKIOカケル 福岡慰安旅行3大謎解明SP』が15分繰り下げの23:15 - 23:55の時間帯で放送された。
2023年9月27日の放送を以て番組を終了し、同年10月7日からは毎週土曜日の10:53 - 11:21の枠で最末期の企画「トキカケ慰安旅行」をベースとした新番組「トキタビ」を開始された。

## 出演
メイン司会（レギュラー）
- TOKIO(城島茂・国分太一・松岡昌宏[注 3])

※全てのコーナーにおいて司会進行は国分が担当。
過去の出演者（レギュラー）
- 山口達也
- 長瀬智也

ゲスト
- 毎週異なる芸能人が1〜数名（1〜数組）出演し、2021年4月7日(2021年度最初の放送)から女子代表通称エンジェルちゃんと呼ばれる女性ゲスト。[注 4]

エンジェルちゃん（2021年4月7日 - ）
- ハリセンボン
- 伊藤沙莉
- 山﨑ケイ（相席スタート）
- 村上知子（森三中）
- 大島美幸（森三中）
- バービー（フォーリンラブ）
- 山崎静代(しずちゃん)（南海キャンディーズ）
- 大久保佳代子（オアシズ）
- 丸山桂里奈（2021年7月7日 - ）
- 吉岡里帆（2021年8月5日 - ）
- 中村アン（2021年9月15日 - ）
- 土屋太鳳（2021年10月27日放送分は福原遥と共にゲスト出演、2022年2月2日放送分はエンジェルちゃんとしてゲスト出演）
- 中井貴一 (2022年5月25日放送分に北川景子がゲスト出演の関係で、エンジェルちゃんとしてゲスト出演)
- 前田敦子 (2022年6月8日放送分に成田凌がゲスト出演の関係で、エンジェルちゃんとしてゲスト出演)
- 渡辺江里子 (阿佐ヶ谷姉妹) (2022年9月22日 - )
- 永野芽郁 (2022年11月23日放送分に戸田恵梨香がゲスト出演の関係で、エンジェルちゃんとしてゲスト出演)
- ヒコロヒー (2023年8月30日放送分 - )

過去のエンジェルちゃん（2021年4月 - 6月）
- 光浦靖子（オアシズ）[注 5]

## 主なコーナー

### 2012年10月 - 2014年11月
2014年11月まではゲームを通じてゲストの素顔を炙り出す企画と、恋愛をテーマにしたトーク企画が行われた。ゲーム企画の途中には死神に扮したスタッフが「デスレター」と題した、ゲストの暴露ネタをスタジオに無表情で持参し、それを山口が発表する「トキカケ暴露クイズ」が行われた。

#### ウソツイテーラ
カジノのセットで行う、ゲストの演技力を賭けたコーナー。
司会進行は国分。
代表者（1回目はオーナー役の国分、2回目以降は前の回のトーカー）がルーレットを回して、話をするトーカー役を決定。名前の穴に入った場合はその人が、「指名」の穴に入った場合は代表者がトーカーを指名する。
トーカーに決まった人は、最初に2枚のカードの内1枚を引いてから、事前に設定されたトークテーマに沿って、「ホントの話」を引いた場合は本当の話を、「作り話」を引いた場合は嘘の話を、他の人にバレないように話す。
トーカー役以外はベッターとなり、トーカーの話の真偽を予想する。まず「FIRST BET」で各々が第一印象で答えを出した後、合議して「FINAL BET」で全員の予想をまとめる。
ベッターの予想が当たればベッターの勝ち、外れればトーカーの勝ち。

#### Oh!マチガエテーラ
レストランのセットで行う、ゲストの味覚を試すコーナー。
司会進行はレストランの店長という設定の国分。
5LDKからの継続企画で、店長の国分が支店から本店（店舗兼自宅）に昇格したという設定が追加されているが、本当に国分が信頼している人は2階の自宅で行う。
国分以外のTOKIOメンバーとゲストに料理を提供するが、その内数名（稀に全員）には食感が似ている別の食材を用いたフェイクの料理を出している（視聴者にはフェイクの食材の内容が明かされる）。
全員が食べ終わってトークをした後、国分が「Oh!マチガエテーラ」とカメラ前で嘆いて何の食材でフェイク料理を作ったかを発表。自分が食べた料理及びフェイクの食材などを参考にして、各々自分に出された料理の真贋を正しく判別する（正しい料理だと思った場合はそのまま、フェイク料理だと思えば「間違えてんじゃねえ！」と言って皿を前に突き返す）。
1人ずつ国分が正解発表をするが、褒められたり謝って貰えた場合は正解、貶されたり怒られた場合は不正解となる。

#### 声に出して注文したい料理店
2014年9月まで行われた「Oh!マチガエテーラ」と並ぶメイン企画の一つ。小料理屋の設定で行う、ゲストの漢字力を試すコーナー。司会進行は小料理屋の大将という設定の山口。
全国の料亭に実際に出されている読み書きが難しいお品書きの空白部分に当てはまる漢字の読みを答える。正式な企画名は番組内ではほぼコールされず「○○（出題する料理店名）の難読お品書きに挑戦！」とコールされる。最初に山口に見えないモニターに解答を記入（トーク中に山口のヒントを頼りに書き直しも可能）。連帯責任制の団体戦と、他の人の結果如何に関わらず正解すれば料理を食べられる個人戦（2013年4月から導入されたもの）がある。山口はトークを進めながら、団体戦の場合は自分が間違えていると思われる人を指名。正解すれば全員お品書きの料理を食べる事が出来るが、指名された人が不正解の場合は全員食べられず、料理は山口の物となる（2013年の4月からは山口が料理を食べるシーンは放送されなくなった）。
個人戦の場合は全員がモニターに書いてある解答を1人ずつ宣言。正解した人だけ食べる事が出来る。2013年10月からは2問か3問の内負け越した（不正解が多かった）場合は番組最後にそのゲストにとっては恥ずかしいマル秘写真を公開される事になった。ゲストがジャニーズ事務所に所属するタレントの場合は、最初から個人戦となり、正確に注文出来ないと、ゲストがTOKIOの先輩にあたるタレント（例：近藤真彦や、少年隊・東山紀之など）であっても毎回山口による巨大ハリセンでランダムにメンバーを全力で叩く方式となった。山口がフェイントをかける場合が多いため、回答者は叩かれる瞬間まで分からない。ハリセンが巨大であり、回答者の席の間隔が狭いことから、罰を受けた隣のメンバーが巻き添えを受けることが多い。

#### 探せ!ガラクタジャングル!!
ジャングルの設定で行う、ゲストの目利き力を賭けたコーナー。
司会進行は木彫りの人形「ボス」（天の声）。
ジャングルで宝探し中に捕えられた城島を助けるという設定の元、用意された品物の中から高額商品を探し出し、ボスに献上する。高額商品であれば成功。ただし、タダ同然のガラクタであった場合はお仕置きとして城島が人間ルーレットで回されてしまう。

#### 優しい言葉が世界を変える
対決企画ではないコーナーの一つ。
現代の女性が抱える恋の悩みや、恋愛不幸女子という恋愛がうまくいっていない女性を救うため、恋愛マイスターの松岡が、一般女性の悩みを聞いて優しい言葉をかける。

#### 今女子常識コロッセオ
30人の女性がゲストを取り囲んで行う、ゲストの目利き力を賭けたコーナー。
司会進行は初回は天の声の柳原可奈子だったが、2回目以降は山口。
解答者は、人気のファッションアイテム名が書かれた札を引き、今女子といわれる選ばれた30人の女性の中からアイテムをつけていると思われる女性を連れて行き、その女性が身につけている物のどれが札に書かれたアイテムなのかを当てる。正解すれば連れてきた女性からハグされる等のご褒美があるが、間違えてしまうとその女性だけでなく、残りの女性からもきつい罵声を受ける。

#### LOVEは世界にありました
対決企画ではないコーナーの一つ。
司会進行は国分。
毎回外国人女性をスタジオに招き、日本とは違う世界の恋愛事情をメインテーマにトークを展開し、日本とのギャップから各国の様々な恋愛事情を徹底的に追及していく。

#### 行列ができる○○店
ある店の中で行う設定の中、ゲストの人気商品を見極める力をかけたコーナー。
司会進行は山口。
紹介した店の店員がその店にある商品を2つ出す。1つはその店の全商品の中で売り上げランキングが3位以内である商品。もう1つがそれ以外の（売り上げランキングが3位以内でない）商品となっており、ヒントと実食とTOKIOとの相談を頼りに売り上げランキングが3位以内である商品を当てるゲーム。間違えてしまうと、ゲストの頭上にある巨大な風船が爆発する。

### 2014年11月 - 2015年8月
ゲーム企画は2014年11月19日以降自然消滅となり、以下のトーク企画がメインとなった。

#### 方言女子と喋ってみよう!!
2014年11月12日に登場した綾野剛の様に、方言女子（方言を喋る女性）を好む男性が増えているとの理由で企画。男性芸能人がゲストの場合に行われる。
国分が呼んだ全国からやってきた方言女子とトークをする。国分とスタッフで考えた「男性が一生に一度は言われたいセリフ」があり、TOKIOとゲストはまず話したい方言女子を指名する。指名された方言女子は予め国分が設定した女性役のセリフを方言で会話してもらう。セリフ後のリアクションは双方の自由とする。
因みに方言女子はマスクをしており仕事の一環でやって来ているので、他のコーナーの様にTOKIOとゲストは方言女子とフリートークをする事は出来ない。
2015年3月11日から同年3月25日放送分までは副音声で、2014年10月29日放送分からのメインナレーターでもあった竹内友佳による大分弁のナレーションを放送。
2015年6月10日の放送では出演したジャニーズWEST4人全員が関西出身（兵庫県出身の中間と大阪府出身の桐山、藤井、小滝）という事で関西女子（関西圏の言葉で話す女性）の魅力を伝えたいのとその当時出演した方言女子41人の中で、関西女子がたった6人しかいない事に不満をぶちまけた桐山（ジャニーズWESTのライブでMCを担当する）の企画で、これまでのジャニーズ事務所所属ゲストを骨抜きにし、番組の中では6回と放送時点では最も多く出ていて人気ナンバーワンだという熊本女子（熊本弁で話す女性）と、一般男性200人の中で支持率がナンバーワンの関西女子のどちらが最強の可愛い方言なのかを決める企画になった。

#### 占い人生ドック〜ココロとカラダの総点検〜
心と体の状態を人間ドックの様にジャンルの違う様々な占いであらゆる角度から総点検するコーナー。
国分が呼んだ予約を取る事の出来ない占い師（人相占いはアタベ、占星術占いはアイビー茜、風水占いは紫月香帆、タロット占いはクロ戌或いはキャメレオン竹田、筆跡占いは高橋史）に向けて、ゲストが占いに必要な名前と生年月日と出身地を宣言する。占い師はそれぞれの占いの方法でゲストの現在の運勢を診断。その後ゲストの人生を良くする為に、今伝えなければならない事をカルテに記入する。そしてその結果をそれぞれの占い師が発表する。

#### 幸せ呼び込み体質診断 トキカケハピネスラボ
2015年7月8日の放送で、前回2014年1月29日以来の出演となった北川景子が、国分の「1年半で変わった事は無かったか」の質問に、男っぽいものが好きだと宣言した事から暴飲暴食のイメージがあるという北川が28歳になって暴飲暴食が出来ない体質になったと答えた事から用意された企画。
ゲストのプライベートを覗き見し、普段の行動や趣味・嗜好からそのゲストが幸せを呼び込む体質かどうかを診断する。

### 2015年8月 - 2021年3月
トークコーナー「生まれて初めて聞かれました」を中心に放送。回によっては、カードを用いたトークに加えてVTRコーナーを鑑賞する時間や、別形式でのトーク企画を組まれることもある。

#### 生まれて初めて聞かれました
そのゲストの知られざる裏の顔を明らかにする目的で編み出された企画で、カードにはTOKIOが考えたゲストが答えた事が無いと思われる質問が書かれており、ゲストは引いたカードの質問に必ず答えなければならない。カードの選択は自由である。
逆にゲストがTOKIOに質問をする逆バージョン企画も2015年11月4日・2018年1月17日に行われた。

#### お悩み聞き馬クッキング
ジャニーズ事務所に所属タレントである以上、料理を上手に出来て当たり前でありしかも同時に悩みを上手に聞いてこそ真のモテ男という事で編み出した企画。歴代の男性芸能人が歴代のゲストの場合に行われる。
ゲストとTOKIOのメンバーはトキカケの収録前にプロの料理人に教えてもらった料理を出しながら、お悩み女子の恋愛や結婚、人間関係の深すぎる悩みをイケメン風に聞いてお悩み女子を癒してもらう。最終的に挑戦者の内誰が聞きウマ上手だったかをお悩み女子が判定する。

#### 松岡昌宏があなたの願い息を止めて願掛けします
松岡が小学校6年生の時に相当長いトンネルで息を止めてジャニーズ事務所に入ったという実績がある事から生み出された企画で、視聴者から寄せられたどうしようもない願い事を松岡がトンネルで息を止めて願掛けするコーナー。息を止めてトンネルを通過出来たら願掛け成功、逆に途中で息を吸った（息を止めてトンネルを通過出来なかった）ら願掛け失敗となる。トンネルに入ったら松岡はその時の状況を見届け人から質問されるので「余裕」、「やばい」、「もうダメ」のボタンで表してもらう。もし願掛けに失敗すると松岡に炭酸ガスが噴射される。なお通過するトンネルは必ず全長が1000ｍを超え尚且つ法定速度50km/hを守って走行するので、松岡が息を止めなければならない時間は長くなる。また、挑戦してもらうトンネルの中には空港北トンネルの様に前後半に分かれているものもあるが、その場合はたとえ前半のトンネルを通過しても、そこでやめずに息を止め続けなければならない。
見届け人は塩原恒夫。

#### シゲ姉のボヤキ健康診断
2016年1月〜3月の水曜22時枠放送の長瀬主演の連続ドラマ『フラジャイル』との連動コーナーとして開始し、
シゲ姉（＝ベテランナースに扮した城島）が、診療所で超多忙な芸能人を問診するというコーナー。

#### ○○vsジャニーズ 食通ぶれる飯コレクション
2017年2月15日の放送分よりスタート。
巷では「庶民的だけどこの店のこの料理を知っていたら食通だね!」と言われる隠れた名店がある。そこでゲストとジャニーズ事務所の歴代の所属タレントやアーティストや社員等のゲストとTOKIOメンバーの誰かが紹介する企画。三人が紹介した店の店員や店長が登場し、その料理を詳しく解説する。

#### 芸能人専門妄想マイホーム
2017年8月23日の放送分よりスタート。
ゲストの理想と夢、個人的な趣味・ライフスタイルのこだわりを徹底的に反映したマイホームを、プロの建築家 建築設計事務所フリーダムアーキテクツの全面協力の元、予算や条件を一切気にせず製作。ゲストの理想のマイホームがスタジオに超大型模型として登場する。模型を実際に見ながらTOKIOがゲストのこだわりを聞いていく。

#### お弁当盛り付けコレクション
放送した2017年10月18日時点の様に秋は遠足や紅葉、運動会もあったりする等行楽シーズンでお弁当を作る機会も増えるという事で生み出された企画。内容は予め用意された42種類のおかずと9種類のお弁当箱、18種類の盛り付けアイテムからゲストが10分以内に国分の定められたテーマに沿って弁当に盛り付けてもらいゲストのお弁当の盛り付けのセンスをチェックする。因みにゲストとの比較対象として番組放送時では46歳と独身の城島にも番組の収録前にお弁当を盛り付けてもらう事になっている。

#### これからデート女子COLLECTION
ゲストは自分もデートしたいと思うファッションを2つのVTRの中から選んでもらう。またVTRに出演した女性は交際している男性が芸能人で言えば誰に似ているのかを言ってもらう。

#### しなさそうトーク
街の人にゲストがしなさそうな事をイメージして貰い実際にゲストはどうなのかを聞いていき、それを基にトークを行う。

#### 初めし→今夜決定!大好物ベスト10
定番なのにまだ人生で一度も食べた事がない料理（初めし）をゲストが実際に食べてみたら意外と美味しくて大好物になるかもしれないとの事で生み出された企画で、新たな食の扉を開き、ゲストの人生を豊かにすることをTOKIOがお手伝いするコーナー。ゲストはTOKIOの前で初めしに挑戦してもらいゲストの選ぶ大好物ベスト10にランクインするかどうかを評価してもらう。案の定ベスト10に入らなければ圏外と判定しても構わない。ベスト10の映像を流した後ベスト10に関連するトークをした後、ゲストは初めしと対面し、国分が目を開ける指示を出すまで目を閉じなければならない。食べた後は感想を言いその初めしが大好物ベスト10にランクインするかどうかを判定する。またゲストが2人の場合はベスト5となる。

#### 整体リサーチLEADERまとめ
女性への洞察力には確かな目を持つものの、見極める力が鋭すぎる為に放送した2017年2月8日時点では46歳ながら独身の城島が、将来を見据え世の全ての女性の整体を知り尽くし人生の伴侶を見つけるコーナー。城島がいまだに出会った事がない分野の女性を徹底的にリサーチする。

#### TOKIOvs○○ 結束力が強いのはどっちだクイズ!!
放送した2017年7月5日放送分時点で結成23年目。群雄割拠のアイドル界で幾多の困難を乗り越えバンドとしても結束し続けるTOKIOとそれに負けない程の結束力を持つグループが対決して結束力を試すクイズ企画。一致して当然の問題に対してメンバー全員が同じ答えを出せるのかをチェック。負けたチームは痛みを共有する罰ゲームを受け、TOKIOが負けてしまうと進行役の国分も罰ゲームを受けなければならない。

#### ジャニーズ年表
2017年1月11日の放送分よりスタート。
ジャニーズ事務所の歴代の所属タレントやアーティストや社員等がTOKIOや歴代のゲスト等の時に行われる企画。
1962年6月の創業のジャニーズ事務所の歴代の所属タレントやアーティストや社員等を、1986年4月にジャニーズ事務所に入所したV6の長野を皮切りに、佐藤アツヒロ（元光GENJI）、TOKIO、V6、KinKi Kids、20th Century、Coming Century、嵐、山下智久（元NEWS）、風間俊介、タッキー&翼、NEWS、関ジャニ∞、KAT-TUN、Hey! Say! JUMP、Kis-My-Ft2、Sexy Zone、ジャニーズJr.、関西ジャニーズJr.等のオーディションに合格や入所した年、生まれた年、バンド・グループを結成（活動開始、始動等）した年、レコード・CD等で（メジャー）デビューした年、解散（活動休止、消滅等）した年、退所（退社等）した年等の順番、関係性、どうしてそのグループ名になったのか等をTOKIOや歴代のゲスト等の記憶を基に完全に整理し、それを基にトークを進めていく。

#### 23区23時のオンナたち
放送の時間帯が23時（午後11時）なので、何かドラマがありそうという事で生み出された企画。23時台に東京23区の町中にいる女性に何をしているのかをスタッフが聞き込み調査を行い、それを基にトークを行う。

#### 完全に好きアピ警察24時
ゲストには男性が勘違いする女性の行動を判定する。たとえば「LINEでハートを送る女性」という行動が好きアピールであれば上段にあるクロ、好きアピールでなければシロのボードに質問の書かれたマグネットを貼ってもらう。

#### トキカケテンパズル
時間というプレッシャーの中、柔軟な発想力とブロックをはめる為の体力が求められるコーナー。
ゲストとゲストに指名された国分以外のTOKIOメンバーが協力して4つの数字の間に和差積商の記号をはめ、答えが10になる数式を完成させる。例として4つの数字が3、1、4、4の場合は3と1の間に差（-の記号）を入れ、残りの数字の間には和（+の記号）を入れれば完成となる。正解数に応じて賞品をプレゼントし、5問正解で5千円、8問正解で5万円、10問正解で100万円を獲得出来る。制限時間は4分。ただし1分経過する毎に全てのブロックが飛び出してしまう為、2人でブロックをはめ直さなければならない。

#### ○○とTOKIOのキャンプ大好き!
ゲストとTOKIOのメンバーがキャンプ場という設定でトークをしていくコーナー。それぞれの前後にはテントを張ったりキャンプ用品が用意されている。

### 2021年4月 - 2023年9月

#### ○○の友達ってことで聞いていいですか?
2021年4月7日放送分から「生まれて初めて聞かれました」（後述）をリニューアルする形で開始。「ゲストの知られざる一面を引き出す」べく、ゲストはTOKIOの友達という形でゲストを迎える。TOKIOは女性代表（通称:エンジェルちゃん）の女性タレント若しくはメインゲストの共演女優とともにメインゲストに質問をぶつける。ゲストはオープニングにてあだ名を決められ、番組中はそのあだ名で呼ばれ続けるほか、テロップでもあだ名で表記される。番組の最後は記念撮影で締め括る。

#### トキカケ慰安旅行
主にスペシャル回で実施された特別編。旅行の行程の全てはエンジェルちゃんが考案し、そのプラン通りにTOKIOとともに巡る。TOKIOはその旅行の間映像を撮り合いそれらをドキュメント形式で放送された。

## その他
- 2018年4月25日放送分は当初は通常通り放送予定だったが、同日に山口が警視庁に書類送検されたことが報道されたことを受け、フジテレビは急遽放送中止を発表し、代替番組として2018年1月3日に関東ローカルで放送された『若林&指原のいま部屋探してます』を再編集したものが放送された。また、5月2日、9日、16日放送分については、山口の出演部分を編集して放送されたがその後、山口がTOKIOのメンバーを脱退したことにより山口の降板が決定した。

## ネット局・放送時間
| 放送対象地域   | 放送局                    | 系列           | 放送時間（JST）                         | ネット状況 | 備考・脚注 |
| -------------- | ------------------------- | -------------- | --------------------------------------- | ---------- | ---------- |
| 関東広域圏     | フジテレビ（CX）          | フジテレビ系列 | 水曜 23:00 - 23:30 ↓ 水曜 23:00 - 23:40 | 【制作局】 | 【制作局】 |
| 北海道         | 北海道文化放送（uhb）     | フジテレビ系列 | 水曜 23:00 - 23:30 ↓ 水曜 23:00 - 23:40 | 同時ネット | -          |
| 岩手県         | 岩手めんこいテレビ（mit） | フジテレビ系列 | 水曜 23:00 - 23:30 ↓ 水曜 23:00 - 23:40 | 同時ネット | -          |
| 宮城県         | 仙台放送（OX）            | フジテレビ系列 | 水曜 23:00 - 23:30 ↓ 水曜 23:00 - 23:40 | 同時ネット | -          |
| 秋田県         | 秋田テレビ（AKT）         | フジテレビ系列 | 水曜 23:00 - 23:30 ↓ 水曜 23:00 - 23:40 | 同時ネット | -          |
| 山形県         | さくらんぼテレビ（SAY）   | フジテレビ系列 | 水曜 23:00 - 23:30 ↓ 水曜 23:00 - 23:40 | 同時ネット | -          |
| 福島県         | 福島テレビ（FTV）         | フジテレビ系列 | 水曜 23:00 - 23:30 ↓ 水曜 23:00 - 23:40 | 同時ネット | -          |
| 新潟県         | NST新潟総合テレビ（NST）  | フジテレビ系列 | 水曜 23:00 - 23:30 ↓ 水曜 23:00 - 23:40 | 同時ネット | [ 注 12 ]  |
| 長野県         | 長野放送（NBS）           | フジテレビ系列 | 水曜 23:00 - 23:30 ↓ 水曜 23:00 - 23:40 | 同時ネット | -          |
| 静岡県         | テレビ静岡（SUT）         | フジテレビ系列 | 水曜 23:00 - 23:30 ↓ 水曜 23:00 - 23:40 | 同時ネット | -          |
| 富山県         | 富山テレビ（BBT）         | フジテレビ系列 | 水曜 23:00 - 23:30 ↓ 水曜 23:00 - 23:40 | 同時ネット | -          |
| 石川県         | 石川テレビ（ITC）         | フジテレビ系列 | 水曜 23:00 - 23:30 ↓ 水曜 23:00 - 23:40 | 同時ネット | -          |
| 福井県         | 福井テレビ（FTB）         | フジテレビ系列 | 水曜 23:00 - 23:30 ↓ 水曜 23:00 - 23:40 | 同時ネット | -          |
| 中京広域圏     | 東海テレビ（THK）         | フジテレビ系列 | 水曜 23:00 - 23:30 ↓ 水曜 23:00 - 23:40 | 同時ネット | -          |
| 近畿広域圏     | 関西テレビ（KTV）         | フジテレビ系列 | 水曜 23:00 - 23:30 ↓ 水曜 23:00 - 23:40 | 同時ネット | -          |
| 島根県・鳥取県 | さんいん中央テレビ（TSK） | フジテレビ系列 | 水曜 23:00 - 23:30 ↓ 水曜 23:00 - 23:40 | 同時ネット | -          |
| 岡山県・香川県 | 岡山放送（OHK）           | フジテレビ系列 | 水曜 23:00 - 23:30 ↓ 水曜 23:00 - 23:40 | 同時ネット | -          |
| 広島県         | テレビ新広島（tss）       | フジテレビ系列 | 水曜 23:00 - 23:30 ↓ 水曜 23:00 - 23:40 | 同時ネット | -          |
| 愛媛県         | テレビ愛媛（EBC）         | フジテレビ系列 | 水曜 23:00 - 23:30 ↓ 水曜 23:00 - 23:40 | 同時ネット | -          |
| 高知県         | 高知さんさんテレビ（KSS） | フジテレビ系列 | 水曜 23:00 - 23:30 ↓ 水曜 23:00 - 23:40 | 同時ネット | -          |
| 福岡県         | テレビ西日本（TNC）       | フジテレビ系列 | 水曜 23:00 - 23:30 ↓ 水曜 23:00 - 23:40 | 同時ネット | -          |
| 佐賀県         | サガテレビ（sts）         | フジテレビ系列 | 水曜 23:00 - 23:30 ↓ 水曜 23:00 - 23:40 | 同時ネット | -          |
| 長崎県         | テレビ長崎（KTN）         | フジテレビ系列 | 水曜 23:00 - 23:30 ↓ 水曜 23:00 - 23:40 | 同時ネット | -          |
| 熊本県         | テレビ熊本（TKU）         | フジテレビ系列 | 水曜 23:00 - 23:30 ↓ 水曜 23:00 - 23:40 | 同時ネット | -          |
| 鹿児島県       | 鹿児島テレビ（KTS）       | フジテレビ系列 | 水曜 23:00 - 23:30 ↓ 水曜 23:00 - 23:40 | 同時ネット | -          |
| 沖縄県         | 沖縄テレビ（OTV）         | フジテレビ系列 | 水曜 23:00 - 23:30 ↓ 水曜 23:00 - 23:40 | 同時ネット | -          |

- 上記の他、青森テレビ（ATV・TBS系列）とテレビ山口（tys）では主に不定期放送[注 13]。
- 四国放送（JRT・日本テレビ系列）では、2013年4月18日 - 2015年10月15日に放送された。
- 山梨放送（YBS・日本テレビ系列）では、2013年4月から放送されていた。
- テレビ大分（TOS・フジテレビ系列・日本テレビ系列クロスネット）は不定期放送または遅れネットで放送していた。
- テレビ宮崎（UMK・フジテレビ系列・日本テレビ系列・テレビ朝日系列クロスネット）では、当初は不定期放送であったが2013年春頃にレギュラー放送に移行し、2015年4月までレギュラー放送されていた。以降は23時を跨ぐスペシャルのみ放送。

### ネット配信
見逃し配信はフジテレビの放送日時基準。
| 配信元        | 更新日時        | 配信期間 | 備考                               |
| ------------- | --------------- | -------- | ---------------------------------- |
| FOD見逃し無料 | 水曜 23:40 更新 | 7日間    | 同時ネット局の最新回限定で無料配信 |
| TVer          | 水曜 23:40 更新 | 7日間    | 同時ネット局の最新回限定で無料配信 |

## スタッフ（2022年10月以降）
- 演出／加藤智章（フジテレビ）
- ディレクター／夫馬教行、秋山将慶、犬飼義啓、奥野祐士、菅谷美香
- 構成／海老克哉、渡辺健久、酒井健作、鹿谷忠弘
- ナレーション／やちたえこ（2021年4月7日以降）
- TP／斉藤伸介（フジテレビ、SW兼務の回あり）
- TD／永野進（フジテレビ、SW兼務の回あり）
- TD・SW・CAM／前田正道（以前はSW）
- SW／小澤義紀
- CAM／白坂典義、前田佑太、小田裕貴、三村純一
- VE／井上貴人、皆本翔太、田澤徳郎
- AUD／絹山幸広、鈴木雄一郎、大城卓也、大野史敬、石原雄一、成澤隆介、福岡優紀
- LD／小林敦洋
- 美術プロデューサー／楫野淳司（フジテレビ／フジアール）
- アートコーディネーター／服部孝志（以前は美術進行と表記された）
- デザイン／齋(斉)田崇史（以前は美術デザイン→デザイン装飾と表記された）
- 装飾／百瀬貴弥
- 大道具／島田秀樹
- アクリル／稲垣雄二（以前はアクリル装飾と表記された）
- 電飾／斉藤丈、石井誠
- アートフレーム／石井智之
- 生花Or生花装飾／荒川直史
- メイク／岡田美喜子、三宅杏奈、藤田真央
- 衣裳／金城史子、東京衣装
- スタイリスト／九
- 編集／井上三郎、渡邉茂樹
- MA／足達健太郎、横井秀也、水野学、石塚翔子
- 音響効果／大貫孝輔
- CG／小口祥直
- ペイント／山下光恵、菊地大介、吉澤真純
- TK／石井成子
- デスク／瀬川桃花
- 広報／小山雅浩（フジテレビ）
- フードコーディネーター／結城摂子（マンダリン工房）
- 料理協力／一枚田清行（服部栄養専門学校）
- 美術協力／三信製織株式会社、Light Wear
- 技術協力／fmt（2013年6月までは八峯テレビ、FLTと表記された）、IMAGICA Lab.
- 制作協力／HIHO-TV、D:COMPLEX、SPIN GLASS
- 協力／ジャニーズ事務所
- 制作統括／太田一平（フジテレビ、2021年7月-、2019年4月17日 - 2020年9月も担当）
- プロデューサー／疋田雅一（HIHO-TV）、鈴木浩史、上野貴央（フジテレビ）、安部公代
- チーフプロデューサー／清水泰貴（フジテレビ、2018年6月20日 -）
- 制作／フジテレビ編成制作局制作センター第二制作室（旧バラエティ制作センター→バラエティ制作部→制作局第二制作センター→編成局制作センター第二制作室）
- 制作著作／フジテレビ

### 過去のスタッフ
- ナレーション／松元真一郎、石本沙織、松村未央、武田祐子、斉藤舞子、大島由香里、川野良子、戸部洋子、平田広明、茶風林、喜山茂雄、古川小百合、竹内友佳、三田友梨佳、宮澤智、奥寺健、福井慶仁、三上真奈、榎並大二郎、茂呂田かおる、篠崎野乃花、松本章太郎、田中なお、鬼束彩子
- 制作統括／坪井貴史（フジテレビ、以前はチーフプロデューサー、2018年6月20日 - 2019年3月20日）
- 構成／天野慎也、北野克哉、寺田智和、飯尾亮昌、オンダユウ、興津豪乃、布広太一
- TD／勝村信之（フジテレビ）
- AUD／吉永哲也、北野尚史
- VE／池川秀彦
- LD／野崎政克
- アクリル／土屋祥太
- 電飾／鈴木麻利衣、斉藤丈
- メイク／天野郷子、綿谷菜那
- 衣裳／横田尊正
- 編集／三谷光、古屋卓
- MA／吉田肇
- 音響効果／大久保吉久
- CG／富井真
- デスク／保坂恵理子、関谷いづみ、筒井さより、藤原加奈、甲斐裕美、後藤沙都実
- 広報／瀬田裕幸・斉(斎)藤千可子・鈴木文太郎・藏内彩季子・山本太欧・守田美穂（フジテレビ）
- 制作協力／Smile ON（2013年1月まではCELLと表記された）、フロンティアーズ
- 編成／松本祐紀（フジテレビ）
- AP／櫻井弘美
- ディレクター／吉澤聡史、広田剛己、篠崎友和、橋波大志、乙坂友一、海野友梨、田中里沙
- 監修／島本亮（フジテレビ）
- プロデューサー／古賀太隆、中村倫久、岡部統一（岡部→以前はディレクター）、亀森幸二、五十嵐剛（フジテレビ）、増谷秀行
- 演出／大江菊臣（フジテレビ）